# Dadou
Dadou – rzeka we Francji o długości 115,9 kilometrów, prawy dopływ Agout. Źródło rzeki znajduje się niedaleko miejscowości Saint-Salvi-de-Carcavès.
Rzeka przepływa przez departament Tarn. Łączna powierzchnia dorzecza wynosi 868 km²

## Miasta, przez które przepływa rzeka
- Montdragon
- Graulhet
- Briatexte

Rzeka wpada do Agout w okolicach miasta Ambres. Średni roczny przepływ wynosi 12 m³/s.

## Dopływy
- Agros
- Lézert
- Nandou